# Abadia de Louroux
A Abadia de Louroux (em francês:  Abbaye de Louroux) é um mosteiro da Ordem de Cister localizada em Vernantes, País do Loire, França.

Era a filha da Abadia de Cister.